# Withandgibbon
De withandgibbon of lar (Hylobates lar) is een mensaap uit de familie van de gibbons (Hylobatidae). De soort is een van de bekendere soorten gibbons, en is vaak te zien in dierentuinen. In het wild komt hij voor in bosrijke gebieden in Yunnan (China), Birma, Thailand, Malakka en Sumatra (zie de verspreidingskaart).

## Beschrijving

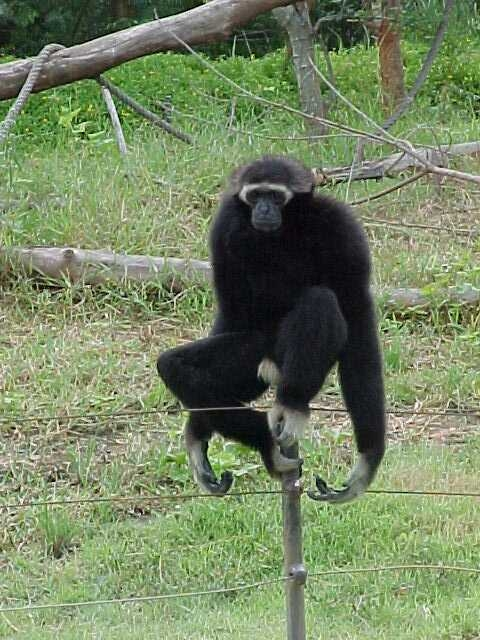
Let op de vorm van de handen en op de lengte van de armen

De withandgibbon is een tenger gebouwd dier, met - net als andere gibbonsoorten - lange armen en geen staart. Ze zijn gemiddeld 5,5 kg zwaar en de lichaamslengte is 42 tot 59 cm. In tegenstelling tot de andere gibbonsoorten is de kleur van de pels zeer variabel. Er zijn dieren die helemaal zwart of donkerbruin zijn, maar ook lichtbruine en zandkleurige dieren komen voor. De handen, voeten en een krans van beharing rond de ogen, neus en mond zijn wit.
De vrouwtjes zijn na 8 tot 10 jaar geslachtsrijp, de mannetjes na 8 tot 12 jaar. Ze krijgen om de drie tot vijf jaar één jong. De groepsgrootte varieert per ondersoort. In het noorden gemiddeld 4,5 individuen en in het zuiden van Malakka gemiddeld 2,7. Het fluiten / roepen van de gibbons is vaak een waarschuwing voor kleinere zoogdieren dat er een roofdier aan kan komen. Deze zoogdieren zijn graag in de omgeving van de gibbons en hebben op deze wijze hun eigen alarmsysteem.

## Leefgebied
Withandgibbons komen voor in altijd groen blijvende loofbossen onder de 1000 tot 1500 m boven de zeespiegel. In Noord-Thailand komt de withandgibbon voor bij nederzettingen van het Karenvolk in gemengde bossen en bamboebos.
Withandgibbons eten bladeren, bladscheuten, bloemen, insecten en vooral fruit (vijgen). Doordat ze de vruchten met zaden en al inslikken, spelen ze een belangrijke ecologische rol bij het verspreiden van zaden. Sommige zaden worden kiemkrachtiger (of kiemen anders niet) na passage door het spijsverteringsstelsel van een zoogdier.

## Status op de internationale rode lijst
De withandgibbon is als soort bedreigd. De belangrijkste bedreiging vormt jacht op het dier voor bushmeat en de illegale handel in huisdieren. Daarnaast vormen de omzetting van bos in landbouwgebied, houtoogst en wegenbouw (versnippering) een bedreiging.
Relatief het minst bedreigd is de ondersoort Hylobates lar entelloides die voorkomt in grote bosgebieden die deels de status van natuurreservaat hebben in Midden- en Zuid-Thailand en Zuid-Myanmar. De afname is hier 30% in de afgelopen 45 jaar (0,8% per jaar). Deze populatie heeft de status kwetsbaar. De populatie van de ondersoort Hylobates lar vestitus in Noord-Sumatra wordt vooral bedreigd door het verdwijnen van het laaglandbos en de aanleg van wegen in Atjeh. Over de ondersoort in China, Hylobates lar yunnanensis, is heel weinig bekend, mogelijk is deze ondersoort al uitgestorven.
De ondersoorten zijn:
- Hylobates lar carpenteri (voornamelijk Thailand)
- Hylobates lar entelloides (Thailand en Myanmar)
- Hylobates lar lar (Malakka)
- Hylobates lar vestitus (Sumatra)
- Hylobates lar yunnanensis (China)